# 屠宰羔羊
《屠宰羔羊》（或译《羊腿与谋杀》）是羅爾德·達爾創作於1954年的短篇小說。該書最初與其他四個故事一起被雜誌《紐約客》拒絕，但於1953年9月在哈珀雜誌上發表。 達爾將这个故事包含在他的短篇小说合辑《像你一样的人》中，並改编为英国电视连续剧《意外的故事》。
《屠宰羔羊》展示了达尔对恐怖（带有黑色幽默元素）的迷恋，这在他的其他成人小说和儿童故事中都可以看到。 达尔的朋友伊恩·弗莱明向达尔建议了这个故事：“你为什么不創造一個用冻羊腿谋杀丈夫，然后把羊腿送給前来调查谋杀案的侦探享用的角色呢？” 

## 内容
瑪麗·馬洛尼是一位懷孕的家庭主婦，正在等待她的丈夫帕特里克 (Patrick) 從警察的工作下班回家。當他回來時，瑪麗注意到他一反常態地冷漠。雖然沒有明確說明，但帕特里克向她暗示了要求離婚，因為他說她“將被照顧”。
玛丽恍惚地从地窖的冰柜里取出一条大羊腿，准备为晚餐做准备。然而，帕特里克背对着玛丽，生气地叫她不要给他做晚饭，因为他要出去了。当他向窗外望去时，玛丽突然用冻僵的羊腿打在帕特里克的后脑勺上，当场杀死了他。
玛丽意识到帕特里克已经死了，开始冷酷而务实地思考该怎么做。為了她未出生的孩子着想，她决定掩盖這次谋杀。她把羊腿準備好，并将其放入烤箱以销毁证据，然后考虑不在场证明。在练习了做出一个愉快的笑容和說出一些无伤大雅的谈话后，她拜访了杂货店并温和地与老闆聊了聊今天該為帕特里克做什么晚餐。当她回到房子時，看著她丈夫死在地板上的房间，她表现得很惊讶并开始哭泣，然后去报警了。
當警察（都是她丈夫的朋友）到達時，他們向瑪麗提問並觀察現場。考慮到瑪麗不受懷疑，警方得出結論，帕特里克是被一名入侵者用一個可能由金屬製成的大型鈍物殺死的。當警察們在房子裡尋找凶器時，瑪麗給了他們威士忌，分散了他們中一些人的注意力。在他們對房子和周邊地區搜索無果後，瑪麗提醒羊腿即將製作完成，並將其提供給警察。她指出他們已經在晚餐時間一直工作了，如果不休息一下把肉吃掉的話，肉就會被浪費掉。他們猶豫了一下，但最終還是接受了。用餐期間，瑪麗坐在附近但沒有加入他們。警察討論了凶器的可能位置。一名滿嘴都是肉的警官說：“可能就在我們的眼皮底下”。瑪麗在隔壁房間裡無意中聽到了他們的聲音，便開始悄悄地咯咯笑起來。

## 改编

### 亞佛烈德·希區考克的礼物
在故事裡，帕特里克宣布他要离开芭芭拉·贝尔格德斯扮演的玛丽，並要去找另一个女人。改编版由哈罗德·J·史東（Harold J. Stone）担任负责调查的警探。在节目的最后，由于当时的网络規範不允许凶手逍遥法外，希区柯克回来解释说玛丽·马洛尼在试图以同样的方式殺死她的第二任丈夫后被抓获，因為她的第二任丈夫“是个健忘型，忘记給冰箱插電”，让肉“软得像果冻”。

### 意外故事
1979年，该故事由罗宾查普曼改编为罗尔德达尔的英国电视连续剧“意外故事” ，苏珊乔治饰演玛丽，布赖恩布莱塞德饰演负责调查丈夫谋杀案的警探。这一集的结局与原故事略有不同：四名警察吃完羊腿，起身离开厨房。他们中的最后一个停下来转身，专注地看着放在盘子上的腿骨後，把盘子里的东西刮进厨房垃圾箱。

### 哈森·迪鲁巴
2021年印度宝莱坞电影哈森·迪鲁巴（Haseen Dillruba）也从这个故事中汲取灵感。